# Monêtier-Allemont
Pour les articles homonymes, voir Monêtier et Allemont.
Monêtier-Allemont est une commune française située dans le département des Hautes-Alpes en région Provence-Alpes-Côte d'Azur.

## Géographie

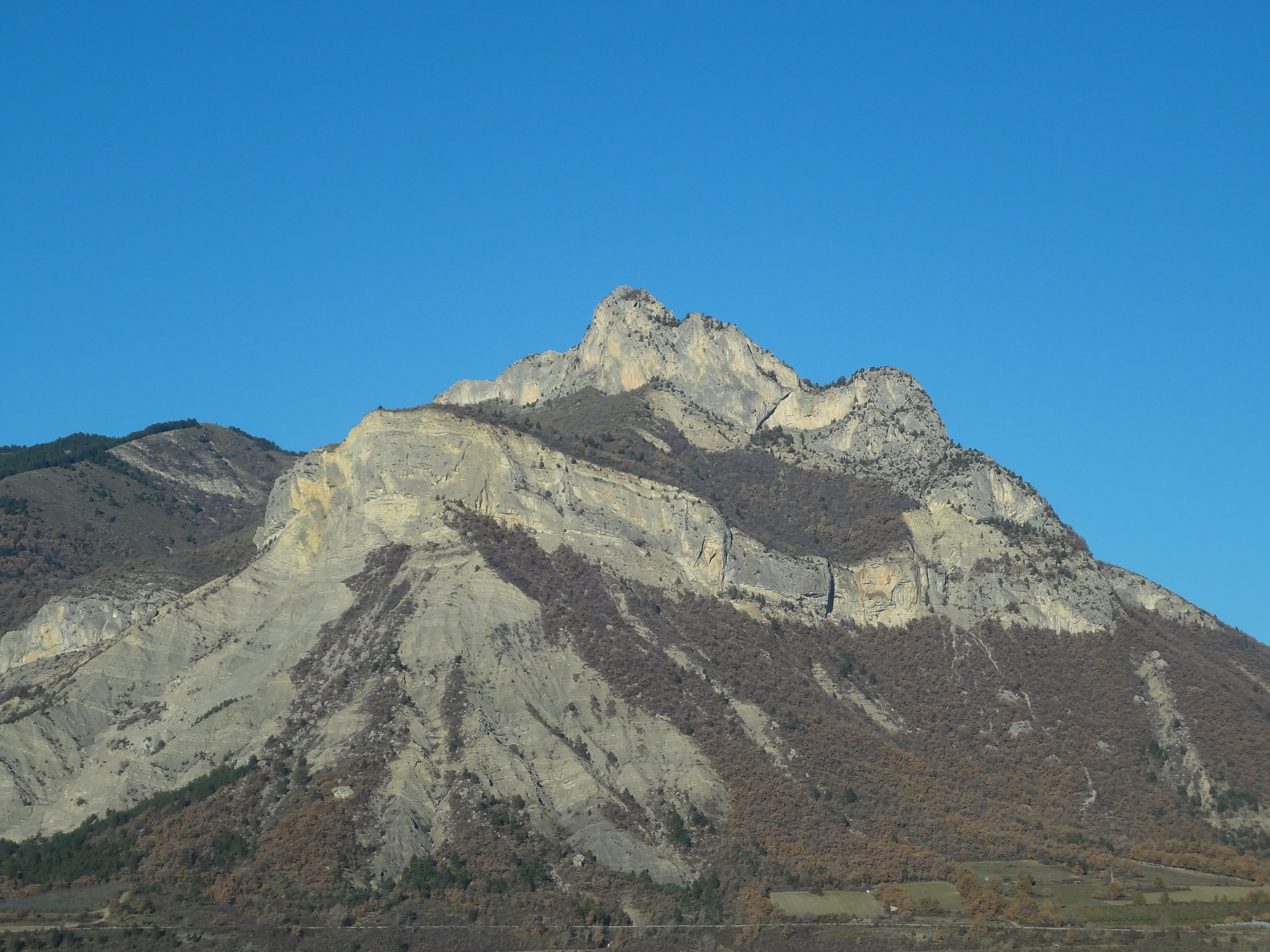
Pic de Crigne.

### Localisation
Situé en bordure de la Durance, le village est sur la frontière entre le département des Hautes-Alpes et celui des Alpes-de-Haute-Provence.
Quatre communes sont limitrophes :
| Barcillonnette | Vitrolles         |                                  |
|                | Monêtier-Allemont |                                  |
| Ventavon       |                   | Claret (Alpes-de-Haute-Provence) |

### Transports
La commune est desservie par la route départementale RD 1085, portion de la route Napoléon. La commune se situe à 14 kilomètres de Laragne-Montéglin par la route départementale 942 et à 26 kilomètres de Gap.
Une départementale 12, prolongée en RD 104 dans le département voisin des Alpes-de-Haute-Provence, dessert la rive opposée de la Durance (Claret) ; une D 312 L traverse le village.

### Climat
Pour des articles plus généraux, voir Climat de Provence-Alpes-Côte d'Azur et Climat des Hautes-Alpes.
En 2010, le climat de la commune est de type climat méditerranéen altéré, selon une étude du Centre national de la recherche scientifique s'appuyant sur une série de données couvrant la période 1971-2000. En 2020, Météo-France publie une typologie des climats de la France métropolitaine dans laquelle la commune est exposée à un climat de montagne ou de marges de montagne et est dans la région climatique Alpes du sud, caractérisée par une pluviométrie annuelle de 850 à 1 000 mm, minimale en été.
Pour la période 1971-2000, la température annuelle moyenne est de 10,9 °C, avec une amplitude thermique annuelle de 18,2 °C. Le cumul annuel moyen de précipitations est de 918 mm, avec 7 jours de précipitations en janvier et 5,1 jours en juillet. Pour la période 1991-2020, la température moyenne annuelle observée sur la station météorologique de Météo-France la plus proche, « Laragne Montéglin », sur la commune de Laragne-Montéglin à 12 km à vol d'oiseau, est de 12,0 °C et le cumul annuel moyen de précipitations est de 813,8 mm. 
La température maximale relevée sur cette station est de 41,1 °C, atteinte le 28 juin 2019 ; la température minimale est de −17,4 °C, atteinte le 18 décembre 2010,,.
Les paramètres climatiques de la commune ont été estimés pour le milieu du siècle (2041-2070) selon différents scénarios d'émission de gaz à effet de serre à partir des nouvelles projections climatiques de référence DRIAS-2020. Ils sont consultables sur un site dédié publié par Météo-France en novembre 2022.

## Urbanisme

### Typologie
Au 1er janvier 2024, Monêtier-Allemont est catégorisée commune rurale à habitat dispersé, selon la nouvelle grille communale de densité à 7 niveaux définie par l'Insee en 2022.
Elle est située hors unité urbaine. Par ailleurs la commune fait partie de l'aire d'attraction de Gap, dont elle est une commune de la couronne,. Cette aire, qui regroupe 73 communes, est catégorisée dans les aires de 50 000 à moins de 200 000 habitants,.

### Occupation des sols
L'occupation des sols de la commune, telle qu'elle ressort de la base de données européenne d’occupation biophysique des sols Corine Land Cover (CLC), est marquée par l'importance des territoires agricoles (53,3 % en 2018), en diminution par rapport à 1990 (58,8 %). La répartition détaillée en 2018 est la suivante : 
cultures permanentes (42,1 %), forêts (25,3 %), zones agricoles hétérogènes (11,2 %), milieux à végétation arbustive et/ou herbacée (10,8 %), espaces ouverts, sans ou avec peu de végétation (10,6 %).
L'évolution de l’occupation des sols de la commune et de ses infrastructures peut être observée sur les différentes représentations cartographiques du territoire : la carte de Cassini (XVIIIe siècle), la carte d'état-major (1820-1866) et les cartes ou photos aériennes de l'IGN pour la période actuelle (1950 à aujourd'hui).

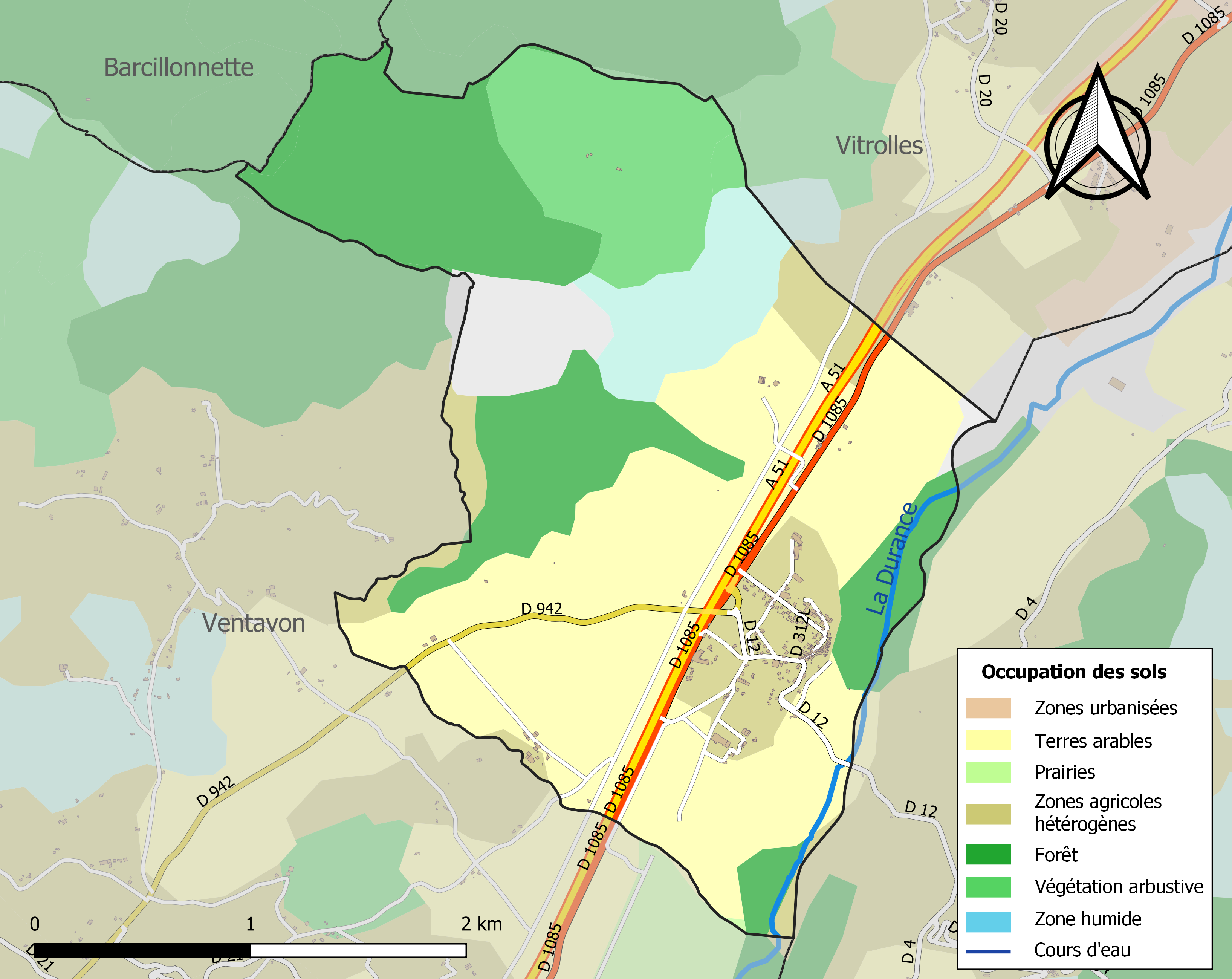
Carte de l'occupation des sols de la commune en 2018 (CLC).

## Économie
Les principales entreprises du village sont des exploitations agricoles tournées vers l'arboriculture et principalement les pommes. Le village possède une boulangerie, une supérette, un bar, une annexe de la poste, un ostéopathe et un camping.

## Toponymie
Monestier-Alamont en provençal haut-alpin, est déjà cité le 7 décembre 963 dans un privilège que signe Conrad III de Bourgogne, Roi de Bourgogne et de Provence. Il s'agit alors d'un minuscule monastère dépendant de l'Abbaye de Montmajour. Ce monastère laissera sa trace dans le toponyme : Monetier.
Allemont est un poste romain qui apparaît sur l'itinéraire d'Antonin et sur la table de Peutinger sous la forme Alarante, voie domitienne ; et sur les vases apollinaires sous la forme Alabonte . Le sens de cette partie du toponyme reste obscur.

## Histoire
Le lieu-dit des Rousses a livré aux archéologues un site chalcolithique.
À l’époque romaine, une ville appelée Alabons ou Alamons ou encore Alarante, était implantée sur la commune,. Cet Alamons était chef-lieu de pagus et était doté d'un macellum (un marché alimentaire). En dehors du bourg actuel, mais faisant partie de l'agglomération lâche, ou «bourg éclaté» d'Alamons , deux villae gallo-romaines se trouvaient l'une à Saint-Ariès (commune de Ventavon) et l'autre à Notre-Dame-des-Rousses.
Une grande villa; à cheval sur le quartier Notre-Dame et Les Rousses, a fait l'objet de multiples fouilles. Elle a été occupée aux Ier – IIIe siècles,.
La villa de Saint-Ariès, aujourd'hui sur la commune limitrophe de Ventavon, est une grande villa de 2 600 m2, datée des IIe – IIIe siècles.
Les gallo-romains ont laissé divers autres vestiges, comme des blocs monumentaux remployés dans les constructions médiévales, des inscriptions et deux trésors (découverts en 1346 et en 1905).

## Politique et administration

### Liste des maires
| Période                                  | Période      | Identité         | Étiquette | Qualité             |
| ---------------------------------------- | ------------ | ---------------- | --------- | ------------------- |
| Les données manquantes sont à compléter. |              |                  |           |                     |
| avant 1995                               | 2014         | Henri Mevolhon   | DVD       |                     |
| mars 2014                                | octobre 2021 | Frédéric Robert, | UPR       | Profession libérale |

### Intercommunalité
Monêtier-Allemont fait partie :
- de 1995 à 2017, de la communauté de communes du Laragnais ;
- à partir du 1er janvier 2017, de la communauté de communes Sisteronais-Buëch.

## Population et société

### Démographie
L'évolution du nombre d'habitants est connue à travers les recensements de la population effectués dans la commune depuis 1793. Pour les communes de moins de 10 000 habitants, une enquête de recensement portant sur toute la population est réalisée tous les cinq ans, les populations de référence des années intermédiaires étant quant à elles estimées par interpolation ou extrapolation. Pour la commune, le premier recensement exhaustif entrant dans le cadre du nouveau dispositif a été réalisé en 2007.

En 2022, la commune comptait 296 habitants, en évolution de +2,78 % par rapport à 2016 (Hautes-Alpes : +0,4 %, France hors Mayotte : +2,11 %).
| 1793 | 1800 | 1806 | 1821 | 1831 | 1836 | 1841 | 1846 | 1851 |
| ---- | ---- | ---- | ---- | ---- | ---- | ---- | ---- | ---- |
| 168  | 174  | 173  | 199  | 222  | 240  | 234  | 216  | 222  |

| 1856 | 1861 | 1866 | 1872 | 1876 | 1881 | 1886 | 1891 | 1896 |
| ---- | ---- | ---- | ---- | ---- | ---- | ---- | ---- | ---- |
| 242  | 220  | 207  | 188  | 213  | 198  | 230  | 160  | 150  |

| 1901 | 1906 | 1911 | 1921 | 1926 | 1931 | 1936 | 1946 | 1954 |
| ---- | ---- | ---- | ---- | ---- | ---- | ---- | ---- | ---- |
| 146  | 157  | 179  | 141  | 140  | 150  | 153  | 190  | 204  |

| 1962 | 1968 | 1975 | 1982 | 1990 | 1999 | 2006 | 2007 | 2012 |
| ---- | ---- | ---- | ---- | ---- | ---- | ---- | ---- | ---- |
| 260  | 285  | 286  | 240  | 228  | 265  | 310  | 317  | 305  |

| 2017 | 2022 | - | - | - | - | - | - | - |
| ---- | ---- | - | - | - | - | - | - | - |
| 283  | 296  | - | - | - | - | - | - | - |

### Enseignement
Monêtier-Allemont, dépendant de l'académie d'Aix-Marseille, gère une école primaire publique de trente-six élèves.

## Culture locale et patrimoine

### Lieux et monuments
- Une étendue d'eau se trouve à proximité du village où se pratique exclusivement la pêche à la ligne.
- Église Saint-Martin de Monêtier-Allemont.

### Héraldique
| Blason de Monêtier-Allemont | Blason  | D'or à trois arbres terrassés et rangés de sinople, au chef cousu d'argent chargé d'une étoile d'azur accostée de deux tourteaux de gueules. |
| Blason de Monêtier-Allemont | Détails | Le statut officiel du blason reste à déterminer.                                                                                             |